# Kelly West-kráter
A Kelly West-kráter egy egykori becsapódási kráter központi kiemelkedésének lepusztult maradványa (asztrobléma) Ausztrália Északi területén, Tennant Creek várostól 40 kilométerre délnyugatra.

## A kráter leírása
A krátert 1973-ban fedezték fel, állami geológiai feltérképezés során. A jelenleg látható kb. 2 kilométeres enyhe domb az egykori kráter központi kiemelkedése. Becslések szerint az eredeti, azóta lepusztult illetve betemetődött kráter kb. 6,6 kilométer átmérőjű lehetett. A becsapódás kora bizonytalan, annyit tudni, hogy a középső-kambriumi alapkőzet nem szenvedett deformációt, tehát a becsapódás régebben történt.

## A kráter elhelyezkedése és megközelítése
A 300 méter magasságban, sík, félsivatagos vidéken fekvő kráter légvonalban 40 kilométerre délnyugati irányban található Tennant Creek várostól. A legközelebbi országút a Stuart Highway 26 kilométerre nyugatra húzódik. A csak kutatók számára érdekes krátert Tennant Creekből jelöletlen földutakon lehet megközelíteni.